# Ракич, Крешо
Крешо Ракич (серб. Крешо Ракић; 27 октября 1919, Меткович — декабрь 1941, Раков-Поток) — югославский партизан, участник Народно-освободительной войны, Народный герой Югославии.

## Биография
Родился 27 октября 1919 в Метковиче. Окончил начальную школу и два класса средней школы в родном городе, после чего с семьёй переехал в Загреб, где окончил 3-й и 4-й классы средней школы. В 1936 году поступил в ПТУ, однако ввиду серьёзной болезни окончил его только в 1941 году. В школе увлёкся идеями коммунизма, которые активно пропагандировало руководство школы. В том же 1936 году был принят в СКМЮ, с 1939 по 1941 годы занимался пропагандой и вербовкой новых добровольцев в партию. Основал культурно-просветительское общество «Техник». В 1941 году был принят в Коммунистическую партию Югославии.
После вторжения немцев в страну и провозглашения независимости Хорватии Крешо ушёл в партизанское подполье. Он стал организатором антифашистского сопротивления среди школьников: в Загребе он был инициатором распространения антинемецких и антиусташских листовок и призывов. Руководил ударной группой, организовывал постоянные диверсии в Загребе. В середине июля он организовал побег заключённых концлагеря Керестинец, при его же участии был организован поджог загребского стадиона, чтобы оставить усташей без строительного материала. В начале августа Ракич участвовал в стычке близ ботанического сада с 28 усташами, закидав их гранатами. В сентябре его группой на Звонимировой улице был обстрелян немецкий автобус с солдатами гарнизона. Помимо ведения боевых действий, Крешо активно вербовал новых добровольцев.
22 ноября 1941 на углу проспекта Кватерника и улицы Хайнца Крешо был арестован с четырьмя сообщниками и отправлен в полицейский участок. При задержании попытался подорвать себя гранатой, однако полицейские успели выхватить её из рук Крешо и обезвредить её. Во время пыток Ракич отказался выдавать своих сообщников и признавать свою вину в организованных диверсиях. В начале декабря был сослан вместе с 17 товарищами на полигон близ Ракова-Потока под Загребом, где был расстрелян. Дата гибели осталась неизвестной.
23 июля 1952 был посмертно награждён званием Народного героя Югославии.